# Cecità notturna
La cecità notturna, nota anche come emeralopia, è una condizione in cui la visione è resa difficile dalla presenza di una scarsa quantità di luce. Può essere considerata uno stato opposto alla nictalopia, caratterizzata da una buona «capacità visiva durante la notte (...) a cui si associa una ridotta capacità visiva nel corso della giornata o in condizioni di luce intensa».

## Eziologia
Tale forma di cecità si verifica perché la retina ha perso parzialmente la propria sensibilità. Spesso a tale disturbo si collega un'anomalia specifica: il malfunzionamento dei bastoncelli (fotorecettori retinici con i coni), che comporta appunto un ritardo nell'adattamento agli stimoli luminosi esterni. Generalmente ciò si verifica a causa di un insufficiente apporto di vitamina A (ad esempio secondaria a fibrosi cistica) o del retinolo. Tale carenza (ipovitaminosi) rappresenta, tra l'altro, la causa principale di cecità infantile nel mondo. In altri casi l'origine è genetica. A volte si presenta come conseguenza della malattia di Refsum.

## Sintomi
I sintomi che accompagnano la cecità notturna sono essenzialmente secchezza dell'occhio ed emicrania.

## Cecità stazionaria congenita notturna
Col nome di cecità stazionaria congenita notturna si indicano una serie di malattie molto rare che causano disturbi della visione al buio; sono causate da una serie di mutazioni genetiche, che provocano differenti alterazioni dei fotorecettori e di altre cellule retiniche. Queste mutazioni possono essere trasmesse ai discendenti secondo diverse modalità e comportano come conseguenza la difficoltà nella visione negli ambienti poco illuminati e nelle ore notturne. Nelle forme più blande non si verifica alcuna riduzione della vista in condizione di normale luminosità, ma soltanto una difficoltà di visione negli ambienti con scarsa illuminazione. In genere queste malattie si manifestano lungo l'arco della vita senza peggioramenti; attualmente non esistono terapie, ma per il futuro si punta soprattutto alla terapia genica (si 'riparano' i geni difettosi sostituendo alcune sequenze del DNA, generalmente sfruttando un virus vettore svuotato del suo materiale genetico).

## Trattamento
La terapia attuale prevede il reintegro della vitamina A, l'uso di colliri per facilitare l'accomodazione nel passaggio da luce ad oscurità, e il trattamento di eventuali altre patologie scatenanti la cecità notturna (principalmente retiniti, congiuntiviti, cataratta e  coloboma irideo). Integrazione di vitamina A in gravidanza per evitare la forma congenita. Altra alternativa, di recente introduzione (2015), è lo sviluppo di particolari lenti oftalmiche che, sfruttando sofisticate geometrie e trattamenti, possono migliorare contrasto e colore.